# (5923) Liedeke
(5923) Liedeke es un asteroide perteneciente al cinturón de asteroides, región del sistema solar que se encuentra entre las órbitas de Marte y Júpiter, más concretamente a la familia de Coronis, descubierto el 26 de noviembre de 1992 por el equipo del Spacewatch desde el Observatorio Nacional de Kitt Peak, Arizona, Estados Unidos.

## Designación y nombre
Designado provisionalmente como 1992 WC8. Fue nombrado Liedeke en homenaje a Liedeke Gehrels-de Stoppelaar con motivo de sus 21 años de enseñanza de Historia del Arte y Francés en la University High School, escuela de Tucson que brinda a los estudiantes la oportunidad de aprobar exámenes para obtener crédito en las universidades. Fue quien guio estos programas a través de sus años formativos cuando este tipo de escuela era nueva en los Estados Unidos, después de su propia preparación con un Ph.D. sobre el tema de la justicia en los escritos de Albert Camus y con 13 años de enseñanza en otros lugares.

## Características orbitales
Liedeke está situado a una distancia media del Sol de 2,855 ua, pudiendo alejarse hasta 2,897 ua y acercarse hasta 2,812 ua. Su excentricidad es 0,014 y la inclinación orbital 3,271 grados. Emplea 1762,18 días en completar una órbita alrededor del Sol.

## Características físicas
La magnitud absoluta de Liedeke es 12,7. Tiene 8,061 km de diámetro y su albedo se estima en 0,248. 